# Fresne-Cauverville

Fresne-Cauverville este o comună în departamentul Eure, Franța. În 1 ianuarie 2022 avea o populație de 190 de locuitori.